# Fräkensjömyrarna
Fräkensjömyrarna este o arie protejată (arie specială de conservare — SAC, sit de importanță comunitară — SCI, arie de protecție specială avifaunistică — SPA) din Suedia întinsă pe o suprafață de 1.747,2 ha, integral pe uscat.

## Localizare
Centrul sitului Fräkensjömyrarna este situat la coordonatele 60°09′41″N 13°56′56″E / 60.1614°N 13.9488°E.

## Înființare
Situl Fräkensjömyrarna a fost declarat sit de importanță comunitară în ianuarie 2002 pentru a proteja 18 specii de animale. Alte tipuri de protecție:
- arie de protecție specială avifaunistică (în ianuarie 2002)[2]
- arie specială de conservare (în martie 2011)[1][3][4]

## Biodiversitate
Situată în ecoregiunea boreală, aria protejată conține 5 habitate naturale: Taiga vestică, Turbării Aapa, Mlaștini împădurite, Lacuri și iazuri distrofice naturale, Mlaștini turboase de tranziție și turbării mișcătoare.
La baza desemnării sitului se află mai multe specii protejate:
- păsări (16): cocoșul de mesteacăn (Bonasa bonasia), ciocănitoare neagră (Dryocopus martius), cufundar polar (Gavia arctica), cufundar mic (Gavia stellata), cocor (Grus grus), sfrâncioc roșiatic (Lanius collurio), culic mare (Numenius arquata), viespar (Pernis apivorus), ciocănitoare de munte (Picoides tridactylus), ploier auriu (Pluvialis apricaria), huhurezul mic (Strix uralensis), cocoșul de mesteacăn (Tetrao tetrix tetrix),  cocoș de munte (Tetrao urogallus), fluierar de mlaștină (Tringa glareola), fluierar cu picioare verzi (Tringa nebularia), fluierarul de zăvoi (Tringa ochropus)
- mamifere (2): lupul (Canis lupus), râs eurasiatic (Lynx lynx)